# Cheilolejeunea xanthocarpa
Cheilolejeunea xanthocarpa là một loài Rêu trong họ Lejeuneaceae. Loài này được (Lehm. & Lindenb.) Malombe mô tả khoa học đầu tiên năm 2009.